# Première circonscription électorale de la province d'Istanbul
La première circonscription électorale d'Istanbul correspond à un groupement de 14 districts de la province du même nom et envoie 35 députés à la Grande assemblée nationale de Turquie (31 entre 2015 et 2018).

## Composition
La première circonscription d'Istanbul est divisée en 14 districts (ilçe). Chaque district est composé d'un chef-lieu et de municipalités (communes et villages).

## Résultats électoraux

### Élections législatives de 2018
| Partis                   | Partis                                        | Voix      | %     | Sièges | +/-           | Élus |
| ------------------------ | --------------------------------------------- | --------- | ----- | ------ | ------------- | --- |
|                          | Parti de la justice et du développement (AKP) | 1 432 502 | 41,47 | 15     | 1             | Berat Albayrak, Nurettin Cakili, Mustafa Ataş, Erol Kaya, Vedat Demiröz, Ravza Kavakcı Kan, Osman Boyraz, İsmet Uçma, Mirhimah Belma Satir, Ahmet Berat Çonkar, Hulusi Şentürk, Müşerref Pervin Tuba Durgut, Eyüp Özsoy, Serkan Bayram et Fatih Süleyman Denizolgun |
|                          | Parti républicain du peuple (CHP)             | 997 889   | 28,89 | 10     | 1             | İbrahim Özden Kaboğlu, Mehmet Akif Hamzaçebi, Gamze Akkuş İlgezdi, Onursal Adigüzel, Fethi Açikel, Gürsel Tekin, İlhan Kesici, Oğuz Kaan Salıcı, Mahmut Tanal et Saliha Sera Kadıgil Sütlü                                                                          |
|                          | Parti démocratique des peuples (HDP)          | 390 752   | 11,31 | 4      | 2             | Pervin Buldan, Musa Piroğlu, Erkan Baş et Erol Katırcıoğlu |
|                          | Parti d'action nationaliste (MHP)             | 283 016   | 8,19  | 3      | 1             | Edip Semih Yalçın, İzzet Ulvi Yönter et Memet Bülent Karataş |
|                          | Le Bon Parti (İYİ)                            | 282 001   | 8,16  | 3      | Nv.           | Hayrettin Nuhoğlu, Ahmet Çelik et Yavuz Ağıralioğlu |
|                          | Parti de la félicité (SP)                     | 53 545    | 1,55  | 0      | en stagnation | |
|                          | Parti patriote (VATAN)                        | 7 599     | 0,22  | 0      | en stagnation | |
|                          | Parti de la cause libre (HÜDA PAR)            | 4 896     | 0,14  | 0      | en stagnation | |
|                          | Indépendants (Ind.)                           | 1 903     | 0,06  | 0      | en stagnation | |
|                          |                                               |           |       |        |               | |
| Total                    | Total                                         | 3 454 103 | 100   | 35     | 4             | - |
| Inscrits / participation | Inscrits / participation                      | 3 822 256 | 89,05 |        |               | |

### Élections législatives de 2023
| Partis                   | Partis                                        | Voix      | %     | Sièges | +/-           | Élus |
| ------------------------ | --------------------------------------------- | --------- | ----- | ------ | ------------- | --- |
|                          | Parti de la justice et du développement (AKP) | 1 352 399 | 34,68 | 14     | 1             | Murat Kurum, Erkan Kandemir, Hasan Turan, Müşerref Pervin Tuba Durgut, Hulusi Şentürk, Mustafa Hulki Cevizoğlu, Tuğba Işık Ercan, İsmail Erdem, Yahya Çelik, Behiye Eker, Serkan Bayram, Ümmügülşen Öztürk, Azmi Ekinci et Nurettin Alan |
|                          | Parti républicain du peuple (CHP)             | 1 232 060 | 31,59 | 12     | 2             | Oğuz Kaan Salıcı, Gamze Akkuş İlgezdi, Fethi Açikel, Gökhan Günaydın, Birol Aydın, Ahmet Ersagun Yücel, Elif Esen, Hasan Karal, Cemal Enginyurt, Selim Temurci, Ali Gökçek et Suat Özçağdaş                                              |
|                          | Le Bon Parti (İYİ)                            | 302 363   | 7,75  | 3      | en stagnation | Nimet Özdemir, Burak Akburak et Mustafa Cihan Paçacı |
|                          | Parti de la gauche verte (YSP)                | 248 095   | 6,36  | 2      | 2             | Sırrı Süreyya Önder et Keziban Konukcu Kok |
|                          | Parti d'action nationaliste (MHP)             | 241 987   | 6,20  | 2      | 1             | Edip Semih Yalçın et İzzet Ulvi Yönter |
|                          | Parti des travailleurs de Turquie (TIP)       | 179 862   | 4,61  | 1      | 1             | Saliha Sera Kadıgil |
|                          | Nouveau parti de la prospérité (YRP)          | 115 271   | 2,96  | 1      | Nv.           | Suat Pamukçu |
|                          | Parti de la victoire (ZP)                     | 104 403   | 2,68  | 0      | Nv.           | |
|                          | Parti de la patrie (M)                        | 39 215    | 1,01  | 0      | Nv.           | |
|                          | Parti de la grande unité (BBP)                | 38 823    | 1,00  | 0      | en stagnation | |
|                          | Parti de la justice (AP)                      | 7 944     | 0,20  | 0      | Nv.           | |
|                          | Parti jeune (GP)                              | 7 246     | 0,19  | 0      | en stagnation | |
|                          | Parti communiste de Turquie (TKP)             | 5 012     | 0,13  | 0      | en stagnation | |
|                          | Parti de la mère patrie (ANAP)                | 4 478     | 0,11  | 0      | en stagnation | |
|                          | Parti de gauche (SOL)                         | 4 094     | 0,10  | 0      | en stagnation | |
|                          | Parti patriote (VATAN)                        | 2 999     | 0,08  | 0      | en stagnation | |
|                          | Parti de la justice et de l'unité (AB)        | 2 931     | 0,08  | 0      | Nv.           | |
|                          | Parti de la nation (MP)                       | 2 566     | 0,07  | 0      | en stagnation | |
|                          | Parti de l'union du pouvoir (GBP)             | 2 057     | 0,05  | 0      | Nv.           | |
|                          | Parti des droits et libertés (HAK)            | 1 582     | 0,04  | 0      | en stagnation | |
|                          | Mouvement communiste (TKH)                    | 1 273     | 0,03  | 0      | Nv.           | |
|                          | Parti de libération du peuple (HKP)           | 1 185     | 0,03  | 0      | en stagnation | |
|                          | Parti de la route nationale (MYP)             | 819       | 0,02  | 0      | Nv.           | |
|                          | Parti de l'innovation (YP)                    | 377       | 0,01  | 0      | Nv.           | |
|                          | Indépendants (Ind.)                           | 1 027     | 0,03  | 0      | en stagnation | |
|                          |                                               |           |       |        |               | |
| Total                    | Total                                         | 3 899 968 | 100   | 35     | en stagnation | - |
| Inscrits / participation | Inscrits / participation                      | 4 203 519 | 91,32 |        |               | |